# Месяц май
«Месяц май» — советская лирическая комедия 1965 года режиссёра Григория Липшица.
Премьера фильма состоялась 1 мая 1966 года. Фильм посмотрели 17,4 млн зрителей за первый год демонстрации.

## Сюжет
Студенты — Галя и Сергей — подают заявление в ЗАГС. Им дают предусмотренный законом месяц. За этот месяц пара успевает поругаться, помириться и вновь разругаться. В последний день испытательного срока герои идут в ЗАГС, решив забрать свои заявления, однако покидают его, став мужем и женой.

## В ролях
- Алла Чернова — Галя
- Валерий Бабятинский — Сергей
- Геннадий Ялович — Антон, аспирант
- Галина Соколова — Валя Донченко
- Борис Савченко — Иван Донченко
- Витя Грачёв — Женечка, сынишка Вали и Ивана Донченко
- Виталий Дорошенко — Виталик Султан, студент, сосед Сергея по комнате в общежитии
- Гия Кобахидзе — Резо, студент, сосед Сергея по комнате в общежитии
- Всеволод Абдулов — студент, сосед Сергея по комнате в общежитии
- Нонна Копержинская — мать Гали
- Людмила Иванова — мать Сергея
- Евгения Опалова — тётя Дуся, вахтёр общежития
- Виктор Халатов — работник ЗАГСа
- Николай Яковченко — комендант общежития / прохожий-рыболов
- Александр Гюльцен — преподаватель
- Людмила Сосюра — студентка
- Татьяна Егорова — студентка
- Сергей Сибель — друг Сергея
- Виктор Зозулин — приятель Наташи